# Leptoseris incrustans
Leptoseris incrustans is een rifkoralensoort uit de familie van de Agariciidae. De wetenschappelijke naam van de soort is voor het eerst geldig gepubliceerd door Quelch.